# 斯捷波韋 (諾維布格區)
47°34′35″N 32°35′1″E / 47.57639°N 32.58361°E
斯捷波韋（烏克蘭語：Степове），是烏克蘭南部的村莊，隸屬尼古拉耶夫州的巴什坦卡區。該村面積0.37平方公里，海拔高度93米，2001年人口134，人口密度每平方公里362.2人。